# イソホロン
イソホロン (isophorone) とは有機化合物で、清涼感のある特徴的な匂いを持つ無色～淡黄色の液体。溶剤、あるいは合成中間体として用いられる。環状ケトンの分子構造を持ち、天然ではクランベリー類に含まれる。消防法に定める第4類危険物 第2石油類に該当する。

## 製造
イソホロンはアセトンの自己縮合により製造される。まず、2分子のアセトンがアルドール縮合後に脱水するとメシチルオキシドとなる。さらにもう1分子のアセトンがエノラート化した後にマイケル付加し、環化、脱水するとイソホロンが得られる。メシチルオキシドとイソホロンの各収率は反応条件に依存する。

## 利用
イソホロンは溶媒として、インクやペンキ、ラッカー、接着剤、コポリマー、被覆材、仕上げ材、殺虫剤に用いられる。合成中間体、あるいは木製品の保存剤や床の防水剤としての用途もある。
イソホロンを溶剤として利用する方法は、クメン法でフェノールを製造する際に副生するアセトンの処理方法を探す過程の中で見つかった。